# 로페스 와그너
로페스 와그너(일본어: 呂比須 ワグナー, 1969년 1월 29일, 브라질 프랑카 ~ )는 일본의 은퇴한 축구 선수이자 현재 축구 지도자다. 로페스는 1997년 브라질에서 귀화해 일본 대표팀의 유니폼을 입었고, 1998년 FIFA 월드컵과 1999년 코파 아메리카에 출전했었다. 로페스의 귀화 전의 이름은 와그네르 아우구스투 로페스(포르투갈어: Wagner Augusto Lopes)였다.

## 구단 경력
1987년 일본 사커 리그의 닛산 자동차에 입단했다. 1988-89년과 1989-90년 2번의 일본 사커 리그 우승을 차지했다. 1990년 히타치(가시와 레이솔)로 이적했다. 1994년까지 96경기에 출전하여, 85득점을 넣었다. 1995년부터 1996년까지 재팬 풋볼 리그의 혼다 기연에서 60경기에 출전하여, 67득점을 넣었다. 1997년 J1리그의 벨마레 히라쓰카로 이적했다. 1999년 나고야 그램퍼스 에이트로 이적했다. 1999년에 천황배 우승을 차지했다. 2001년부터 2002년까지 FC 도쿄와 아비스파 후쿠오카에서 뛰었다. 2002년후 현역 은퇴.

## 국가대표팀 경력
그는 1997년 9월 일본으로 귀화하였다. 직후 FIFA 월드컵 예선에 참가할 일본 국가대표팀에 발탁되었으며, 9월 28일 대한민국와의 경기에서 데뷔했다. 월드컵 예선에서는 6경기에 출전, 3득점을 넣었다. 1998년 FIFA 월드컵, 1999년 코파 아메리카에도 출전했다. 그는 1999년까지 국제 A매치 통산 20경기에 출전, 5득점을 넣었다.

## 통계
| 일본 | 일본 | 일본 |
| 연도 | 출전 | 득점 |
| ---- | ---- | ---- |
| 1997 | 6    | 3    |
| 1998 | 7    | 0    |
| 1999 | 7    | 2    |
| 통산 | 20   | 5    |